# Rajko Kravanja
Rajko Kravanja (* 29. August 1978 in Castrop-Rauxel) ist ein deutscher Politiker (SPD) und seit Oktober 2015 Bürgermeister der Stadt Castrop-Rauxel.

## Biografie
Kravanjas Vater stammte aus Slowenien und wuchs dort auf, arbeitete zuerst als Bergmann und später als Dolmetscher für die RAG. Seine Mutter wurde in Castrop-Rauxel geboren und war als Friseurmeisterin selbstständig. Nach dem Abitur am Ernst-Barlach-Gymnasium 1998 studierte Rajko Kravanja für einige Semester an der Ruhr-Universität-Bochum, ohne jedoch einen Studienabschluss erlangt zu haben.
Er absolvierte eine Ausbildung als Fachinformatiker für Systemintegration und arbeitete mehrere Jahre in diesem Beruf, bevor er sich um das Amt des Bürgermeisters von Castrop-Rauxel bewarb. Rajko Kravanja ist verheiratet und Vater von zwei Kindern. Er besitzt neben der deutschen auch die slowenische Staatsbürgerschaft (sogenannter Doppelstaatler).

### Politik
Kravanja engagierte sich schon während der Schulzeit bildungspolitisch in der Schülervertretung. Er gründete damals unter anderem die Stadtschülervertretung in Castrop-Rauxel und war auf überregionalen Ebenen aktiv.
Kravanja trat 1996 in die SPD ein und übernahm später den Vorsitz des SPD-Ortsvereins Ickern 5 / Aapwiesen (2002–2012). Von 1999 bis 2004 war er als sachkundiger Bürger Mitglied der SPD-Fraktion im Stadtrat der Stadt Castrop-Rauxel. Während seiner Studienzeit trat er in die Gewerkschaft Erziehung und Wissenschaft (GEW) ein, wo er auch heute noch Mitglied ist. 2004 wurde er direkt in den Rat gewählt und war bis 2009 schulpolitischer Sprecher der SPD-Ratsfraktion. 2007 wurde Kravanja Pressesprecher des SPD Stadtverbandes. 2009 erfolgte erneut die direkte Wahl in den Stadtrat. Im Juni 2010 wurde er Vorsitzender der SPD Castrop-Rauxel und gleichzeitig in den Kreisverbandsvorstand entsandt, wo er seitdem auch beratendes Mitglied ist. 2014 bestimmte der SPD Stadtverband Castrop-Rauxel ihn zum Bürgermeisterkandidaten. Rajko Kravanja wurde am 27. September 2015 in einer Stichwahl mit 52,6 % zum Bürgermeister der Stadt Castrop-Rauxel gewählt. Am 27. September 2020 wurde Kravanja in der Stichwahl mit 66,6 % zum zweiten Mal zum Bürgermeister von Castrop-Rauxel gewählt.
In seinen Amtszeiten stellte er vor allem den Ausbau der Betreuungsinfrastruktur in den Fokus, schaffte es aber auch Großprojekte wie den „Sprung über die Emscher“, eine Brücke über das Wasserkreuz Rhein-Herne-Kanal/Emscher, nach Castrop-Rauxel zu holen. Sie gilt als das bis dahin jemals größte geförderte Einzelprojekt der Bundesrepublik Deutschland für Projekte des nationalen Städtebaus. Zudem hat er mit der Wahl zum Vorsitzenden der SPD Castrop-Rauxel die Gründung von stadteigenen Stadtwerken als Ziel ausgegeben. Die Stadtwerke Castrop-Rauxel wurden 2014 gegründet und übernahmen 2022 auch das Strom- und Gasnetz.
Kravanja ist seit 2018 zudem Mitglied des Landesvorstandes der Sozialdemokratischen Gemeinschaft für Kommunalpolitik (SGK NRW). Über das Amt des Bürgermeisters von Castrop-Rauxel ist er auch gleichzeitig Vorstand des Westfälischen Landestheaters. Seit dem Jahr 2020 wurde er zum Verbandsvorsteher der Gemeinsamen kommunalen Datenzentrale Recklinghausen (GKD Recklinghausen) gewählt und ist darüber hinaus auch stellvertretender Vorsitzender des Dachverbandes der Kommunalen IT-Dienstleister (KDN) in Nordrhein-Westfalen.